# Jan Sagedal
Jan Sagedal (Froland, 14 giugno 1960) è un ex pesista norvegese.

## Biografia

### Prime esperienze internazionali (1984-1986)
Dopo il suo sfortunato debutto internazionale ai campionati europei indoor di Göteborg, nel 1986, è diventato per la prima volta campione norvegese nel getto del peso all'aperto.
Poco dopo, giunto ai campionati europei di Stoccarda, superò le qualificazioni con un lancio a 20,38 metri.
In finale non riuscì ad effettuare alcun lancio valido concludendo quindi la sua gara senza misura.

### Il primo caso doping (1987)
Nel 1987 ha partecipato a un lungo ritiro di allenamento a Dallas con altri quattro lanciatori norvegesi: suo fratello Kåre Sagedal, Trond Ulleberg, Arne Pedersen e Lars Arvid Nilsen.
Proprio a Dallas vennero sottoposti a vari test antidoping e trovati tutti positivi al probenecid (Nilsen venne trovato positivo anche agli steroidi anabolizzanti).
Fino a quel momento però il probenecid non era nell'elenco delle sostanze vietate.
La Federazione norvegese decise comunque di sospendere gli atleti accusandoli di aver portato discredito allo sport norvegese.
Per questo motivo Jan Sagedal e Arne Pedersen non poterono partecipare ai campionati del mondo di Roma 1987 anche se inizialmente iscritti.

### La seconda squalifica (1989-1992)
Nel 1990 prese parte ai campionati europei indoor di Glasgow ed ai campionati europei di Spalato trovando però poca fortuna e restando lontano dalla partecipazione ad una possibile finale.
Ai Campionati mondiali indoor di Siviglia 1991 raggiunse la tredicesima posizione lanciando a 18,38 m.
Nel 1992 raggiunse il nono posto ai campionati europei indoor di Genova con un lancio a 18,71 metri.
Poco dopo venne trovato ancora positivo ad un test antidoping, questa volta al metandrostenolone, e squalificato dalle competizioni per ben quattro anni, visto che la sua posizione venne aggravata dallo scandalo che lo aveva coinvolto cinque anni prima.

### Il ritorno (1996-2003)
Rientrato dopo una lunga squalifica, nel 1996 riuscì a conquistare il bronzo ai campionati nazionali.
Dopo due anni riuscì a centrare il suo secondo titolo nazionale all'aperto gettando il suo peso fino alla misura di 18,16 metri.
Anche se non riuscì più ad avvicinarsi alle misure che lo avevano distinto anni prima decise comunque di continuare la sua carriera fino al 2003 centrando anche vari successi in gare a livello nazionale.

## Palmarès
| Anno | Manifestazione  | Sede      | Evento         | Risultato | Misura  | Note  |
| ---- | --------------- | --------- | -------------- | --------- | ------- | ----- |
| 1984 | Europei indoor  | Göteborg  | Getto del peso | 14º       | 17,09 m |       |
| 1986 | Europei         | Stoccarda | Getto del peso | 11º       | nm      |       |
| 1991 | Mondiali indoor | Siviglia  | Getto del peso | 13º       | 18,38 m |       |
| 1991 | Mondiali        | Tokyo     | Getto del peso | 12º       | 18,90 m | [ 2 ] |
| 1992 | Europei indoor  | Genova    | Getto del peso | 9º        | 18,71 m |       |

## Campionati nazionali
- 2 volte campione norvegese nel getto del peso (1986, 1998)
- 5 volte nel getto del peso indoor (1982/1984, 1987, 1991)